# Манастир Липс
Манастир Липс (грч. Μονή του Λιβός) је био православни женски манастир, кога је око 908. године у Цариграду подигао византијски адмирал Константин Липс. Храм је претворен у џамију која носи назив Фенари Иса.
Храм посвећен Пресветој Богородици изграђен је на темељима цркве из 6 века, где су биле чуване мошти Свете Ирине. До Крсташких похода 1204. године, када је опљачкана, у храму су се чувале реликвије - остаци каменог стуба апостола Павла и глава Апостола Филипа, опточена златом.
Царица Теодора, удовица обновитеља Византије Михајла VIII Палеолога изградила је храм посвећен Светом Јовану Крститељу у периоду 1286 до 1304 године. Сама царица није била сахрањена у храму, али је он богато украшен фрескама и мозаицима, и у њему су сахрањени њени синови, Константин и Андроник II Палеолог, са супругама. У истом храму сахрањенаје и Велика московска војвоткиња Ана Васиљевна, супруга цара Јована VII. Са становишта архитектуре, црква се одликује западним стилом са широким куполама (пречника 370 цм). Током 14. века, црква је проширена додавањем припрате, трема и болнице.
Под Султаном Бајазитом II (вероватно 1496. године), оба храма су била претворено у џамију Фенари Иса. Објекти су спаљени 1633. и 1918. године, а обновљени 1980. године.